# Agorism

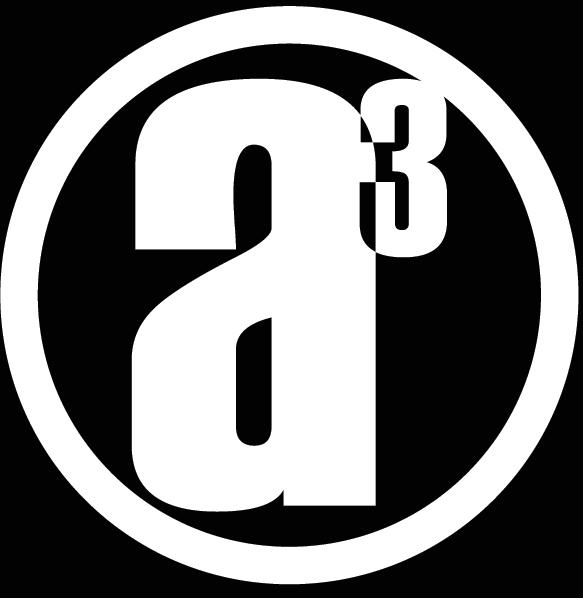
Simbol pentru agorism, cu a³ care înseamnă „agora, anarhie, acțiune!”

Agorismul este o filozofie socială care pledează pentru crearea unei societăți în care toate relațiile dintre oameni sunt schimburi voluntare prin intermediul contra-economiei, angajându-se cu aspecte ale revoluției nonviolente . A fost propus pentru prima dată de filosoful libertar american Samuel Edward Konkin III (1947–2004) la două conferințe, CounterCon I în octombrie 1974 și CounterCon II în mai 1975.